# 오토시마촌
오토시마촌(乙島村)은 오카야마현 아사쿠치군에 있던 촌이다. 1902년 9월 30일에 구 다마시마정, 가시와자키촌과 합병해 소멸하였다. 현재의 구라시키시 다마시마 지역 다마시마 오토시마에 해당한다.